# O Menino no Espelho (filme)
O Menino no Espelho é um filme brasileiro de  fantasia,  aventura e drama dirigido por Guilherme Fiúza Zenha, baseado no livro de mesmo nome de Fernando Sabino. Produzido por André Carreira, o filme conta a história de um garoto que vive em um mundo intenso alternado entre fantasia e realidade, protagonizado por Lino Facioli. Compõem o elenco ainda Laura Neiva, Mateus Solano, Regiane Alves, Gisele Fróes, Ricardo Blat e Giovanna Rispoli.
O Menino no Espelho teve sua estreia no Cine PE em 30 de abril de 2014 e foi lançado no Brasil a partir de 19 de junho de 2014 pela Downtown Filmes. O filme teve uma boa repercussão entre os críticos de cinema e teve um público modesto nos cinemas, gerando uma receita de R$ 223.420,21. Foi indicado pela Academia Brasileira de Cinema ao Grande Otelo de Melhor Filme Infantil em 2015.

## Sinopse
Fernando é um garoto que vive todas as suas fantasias de forma intensa e com muita imaginação. Sabe "voar" como os pássaros, vivendo "aventuras na selva", constrói aviões e enfrenta os valentões de sua escola. Junto com sua amiga Mariana e seu cachorro Capeto, ele comanda uma sociedade secreta e resolve grandes mistérios como "uma casa mal-assombrada".
Mas Fernando nunca se contenta e sempre busca ter mais tempo livre para suas aventuras. Ele quer ter uma pessoa dupla que definitivamente liberaria todos os seus problemas. Seu reflexo no espelho acaba se tornando real como mágica. Odnanref, o duplo do espelho, obedece cegamente aos desejos de Fernando, assumindo a sua identidade sempre que este o pede. Fernando segue vivendo uma vida de sonho, do jeito que sempre quis. Mas algo acontece quando Cìntia, a prima mais velha de Fernando, chega à cidade. Agora ele terá que recorrer a seus verdadeiros amigos para fazer Odnanref retornar ao mundo dos espelhos e assim recuperar o controle de sua vida.

## Elenco
- Lino Facioli como Fernando / Odnanref
- Mateus Solano como Domingos
- Regiane Alves como Odete
- Laura Neiva como Cíntia
- Giovanna Rispoli como Mariana
- Ricardo Blat como Major Pape Faria
- Gisele Fróes como Professora Risoleta
- Murilo Quirino como Pedro
- Ravi Hood como Toninho
- Bárbara Moreira como Magali
- Thales Jannotti como Birica
- João Henrique Pessoa como Jacaré
- Murilo Grossi como Diretor da Escola
- Léo Quintão como Almeida
- Tarcísio Vória como Abadias
- Carlos Magno Ribeiro como Mendigo
- Renato Parara como Porteiro do Cinema
- Guilherme Melo como Locutor do Cine-jornal
- Henrique Neves como Bibliotecário
- Hugo Abritta como dublê de Odnanref
- Carlos Filho (Marak) como Dona da Banca
- Jaquelino como Capeto

## Produção
O filme é uma adaptação do livro O Menino no Espelho, de Fernando Sabino, publicado em 1982. As filmagens ocorreram na cidade de Cataguases, apesar da história se passar em Belo Horizonte. O motivo de ter sido rodado em Cataguases é devido a ambientação da história ser em 1930, sendo a capital mineira descaracterizada da arquitetura da época.
O orçamento do filme foi de aproximadamente R$ 4,5 milhões. A produção é da empresa Camisa Listrada Ltda. com coprodução da Solo Filmes, Personal Press, Quanta Post e do Canal Brasil. A adaptação do roteiro é assinada por Cristiano Abud, André Carreiras e do próprio diretor, Guilherme Fiúza Zenha.

## Lançamento
Inicialmente, o filme teve exibição restrita a festivais de cinema. Sua estreia foi em 30 de abril de 2014 no Cine PE, em Recife, Pernambuco. A partir de 19 de junho de 2014 foi lançado nos cinemas do Brasil com distribuição da Downtown Filmes. Também foi lançado em Portugal e República Tcheca, em abril e junho de 2015, respectivamente.

## Recepção

### Bilheteria
O Menino e o Espelho não foi um sucesso comercial. Segundo dados da Ancine, o total de espectadores foi de 22.864, o que gerou uma receita de R$ 223.420,21.

### Resposta crítica
O filme teve uma boa recepção entre os críticos que, em geral, elogiaram o desempenho do elenco infantil e também a construção da história e atmosfera dos anos 1930. Entre os usuários do IMDb, o filme detém uma média de 6.4 / 10 com base em 200 avaliações. No site agregador de resenhas AdoroCinema, o filme conta com uma média de 3,4 de 5 estrelas com base em 32 notas e 4 críticas.
Sérgio Alpendre, em sua crítica à Folha de S.Paulo, escreveu: "Existem filmes infantis endereçados às crianças e existem aqueles que, por uma maior riqueza na construção, podem agradar também aos adultos. O Menino no Espelho pertence ao segundo caso e nos impressiona [...]" Do O Globo, Susana Schild disse: "O Menino no Espelho oferece um ritmo de "antigamente" em produção cuidada, valorizada pela fotografia de José Roberto Eliezer. [...] Nostalgia garantida para todas as idades."
Já Robledo Milani, do site Papo de Cinema, classificou a construção da narrativa como superficial: "A história, bonita e singela, é econômica em sua realização e vai direto ao ponto [...]. No entanto, é também exageradamente ingênua e linear, sem possibilitar segundas leituras nem um maior aprofundamento por parte do público adulto."

### Prêmios e indicações
| Prêmio                             | Ano  | Categoria                            | Recipiente(s)                                          | Resultado |
| ---------------------------------- | ---- | ------------------------------------ | ------------------------------------------------------ | --------- |
| Cine PE - Festival do Audiovisual  | 2014 | Melhor Ator (menção honrosa do júri) | Lino Facioli                                           | Venceu    |
| Cine PE - Festival do Audiovisual  | 2014 | Menção Honrosa do Júri               | Felipe Ruffato                                         | Venceu    |
| VII Festival de Cinema da Lapa     | 2014 | Melhor Atriz Coadjuvante             | Giovanna Rispoli                                       | Venceu    |
| Grande Prêmio do Cinema Brasileiro | 2015 | Melhor Filme Infantil                | O Menino no Espelho                                    | Indicado  |
| Grande Prêmio do Cinema Brasileiro | 2015 | Melhor Roteiro Adaptado              | Cristiano Abud, André Carreira e Guilherme Fiúza Zenha | Indicado  |